# 麥肯齊冰原島峰
麥肯齊冰原島峰（英語：McKenzie Nunatak）是南極洲的冰原島峰，位於維多利亞地的彭內爾海岸，處於麥克林冰川和格雷夫森冰川之間，海拔高度1,620米，美國地質調查局根據測量和該國海軍的空中照片繪入地圖。